# Tranvia di Avdiïvka
La tranvia di Avdiïvka è la linea tranviaria urbana che serve la città ucraina di Avdiïvka. Il servizio è stato sospeso una prima volta nel 2015 a causa dei danni conseguenti la guerra del Donbass e nuovamente nel 2017 dopo una breve parziale ripresa.

## Storia
Il primo tratto della tranvia fu completato nell'agosto 1965 per collegare il centro abitato di Avdiïvka con il vicino impianto carbonifero-chimico e fu aperto al pubblico nel corso del mese successivo. Dopo una prima fase espansiva a cavallo tra gli anni '60 e '70 fu presentato un progetto per interconnettere la tranvia di Avdiïvka con la rete di Donec'k.